# Bolômetro

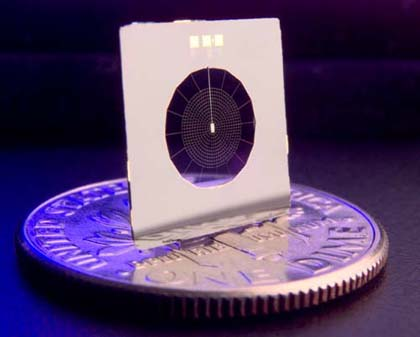
Bolômetro usado para medir a radiação cósmica de fundo em micro-ondas.

Bolômetro (português brasileiro) ou bolómetro (português europeu) é um instrumento utilizado na medição de radiação eletromagnética incidente através do aquecimento de um material que tem sua resistência elétrica dependente da temperatura. Foi inventado em 1878 pelo astrônomo estadunidense Samuel Pierpont Langley.

## História
Para medir a radiação incidente antes da invenção dos bolômetros usavam-se pilhas termoelétricas que não eram adequadas para medir fontes mais fracas. Thomas Edison , em 1878, tentou criar um instrumento para remediar isso, mas acabou falhando.
Samuel Pierpont Langley, que em 1877 havia se correspondido com Edison sobre a necessidade de um novo instrumento, ficou desapontado e decidiu tentar fazer o seu. Partindo de uma ideia inicialmente descartada por Edison, ele conseguiu montar um protótipo que chamou de bolômetro, sendo quinze vezes mais sensível que as termopilhas da época. O bolômetro construído por Langley consistia de dois fios de platina revestidos com fuligem, formando uma ponte de Wheatstone, conectadas a um galvanômetro. Quando a radiação incidia sobre uma das tiras, alterava sua resistência. Após muitos melhoramentos, em 1898 Langley afirmou que seu instrumento era 400 vezes mais sensível que o primeiro protótipo.
Apesar de seu sucesso os bolômetros não eram os únicos instrumentos usados nas pesquisas sobre radiação incidente, já que foram feitos melhoramentos nos radiômetros (radiômetro de Nichols) e nas pilhas termoelétricas. Suas desvantagens eram o aquecimento desigual dos fios e o aquecimento do ar causado pela corrente, resultando em erros. Mas os bolômetros tinham um tempo de resposta muito mais rápido.
Na década de 1940 os pesquisadores começaram a procurar outras opções para substituir a platina. A Bell Labs teve a ideia de usar termistor feito com combinações dos elementos níquel, manganês e óxido de cobalto. Outro grande melhoramento ocorreu com o resfriamento dos detectores a temperaturas muito baixas e com isso usando supercondutores. Atualmente os bolômetros são feitos usando semicondutores ou supercondutores resfriados.

## Princípio de funcionamento
O dispositivo é formado por um elemento absorvedor, que pode ser um metal, um semicondutor ou um supercondutor, ligado a um reservatório térmico de temperatura fixa. Quando a radiação eletromagnética incide, aumenta a temperatura fazendo com que sua resistência elétrica varie. Medindo essa resistência é possível saber a temperatura do absorvedor e a potência da radiação incidente.
A maioria dos bolômetros utiliza semicondutores ou supercondutores no lugar de metais no elemento absorvedor, já que uma pequena mudança de temperatura faz com que a resistência varie significativamente. A variação da resistência com a temperatura para um bolômetro semicondutor obedece a seguinte relação:
{\displaystyle R=R_{s}e^{{(T_{g}/T)}^{1/2}}}
{\displaystyle R} é a resistência;
{\displaystyle R_{s}} e {\displaystyle T_{g}} são constantes que dependem do material;
{\displaystyle T} é a temperatura.

## Microbolômetros
Microbolômetros são formados por uma matriz de elementos de várias camadas. Cada elemento é formado por um substrato onde há um circuito integrado, acima dessa camada fica o material absorvedor e entre elas há um espaço vazio ( na fabricação é colocada uma camada que depois é dissolvida), pois o absorvedor não é resfriado e por isso não pode entrar em contato com o circuito. Em contato com o absorvedor existem eletrodos por onde passa o sinal, e o circuito do substrato realiza a leitura.
Esses dispositivos são extremamente sensíveis, capazes de detectar uma mudança de 50 mK. Algumas de suas vantagens são: leves, mais baratos e consomem menos em comparação com os detectores que precisam ser resfriados. Algumas desvantagens são: não alcançam a resolução dos que são feitos com semicondutores e resfriados, apresentam mais ruído.

## Aplicações
Os bolômetros apresentam diversas aplicações. Logo após sua invenção, foram utilizados para estudar radiação de corpo negro e até mesmo para detectar uma vaca a um quarto de milha de distância.
Na astronomia os bolômetros são usados para estudar a radiação cósmica de fundo em micro-ondas. Eles são em forma de teia de aranha com um termômetro supercondutor no centro, absorvendo grandes comprimentos de onda e deixando passar raios cósmicos de alta energia. Esse formato apresenta vantagens no lançamento para o espaço, já que é muito leve e menos sensível a vibrações.
Microbolômetros podem ser usados , entre outras coisas, em câmeras de visão noturna ( tanto militar como uso civil em câmeras de segurança), bombeiros podem usá-lo para identificar focos de incêndio ou pessoas, usar em veículos para aumentar a visão do motorista e evitar acidentes, em satélites para monitorar o clima e na detecção de câncer de pele.